# Luke Walsh

a Compétitions nationales et continentales officielles uniquement.

Luke Walsh, né le 12 mai 1987 à Newcastle (Australie), est un joueur de rugby à XIII australien évoluant au poste de demi d'ouverture. Il fait ses débuts en National Rugby League (« NRL ») avec les Knights du Newcastle lors de la saison 2007 avant de rejoindre en 2009 les Panthers de Penrith pendant cinq saisons. En 2014, il rejoint la Super League et le club de St Helens avec lequel il remporte la Super League en 2014. En 2017, il s'engage avec la franchise française des Dragons Catalans.

## Biographie
Il met fin à son aventure aux Dragons Catalans en mars 2018 à la suite d'une sérieuse blessure à une cheville ainsi qu'à sa carrière à seulement 30 ans.

## Palmarès
- Collectif :
  - Vainqueur de la Super League : 2014 (St Helens RLFC).

### En club

#### Statistiques
| Saison | Club              | Compétition           | Matchs | Points | Essais | Goals | Drops |
| ------ | ----------------- | --------------------- | ------ | ------ | ------ | ----- | ----- |
| 2007   | Newcastle Knights | National Rugby League | 13     | 6      | 1      | 0     | 2     |
| 2008   | Newcastle Knights | National Rugby League | 0      | 0      | 0      | 0     | 0     |
| 2009   | Penrith Panthers  | National Rugby League | 18     | 51     | 5      | 15    | 1     |
| 2010   | Penrith Panthers  | National Rugby League | 22     | 5      | 1      | 0     | 1     |
| 2011   | Penrith Panthers  | National Rugby League | 23     | 46     | 1      | 19    | 4     |
| 2012   | Penrith Panthers  | National Rugby League | 21     | 97     | 1      | 46    | 1     |
| 2013   | Penrith Panthers  | National Rugby League | 23     | 159    | 2      | 74    | 3     |
| 2014   | St Helens RLFC    | Super League          | 16     | 153    | 5      | 66    | 1     |
| 2015   | St Helens RLFC    | Super League          | 16     | 124    | 7      | 47    | 2     |
| 2016   | St Helens RLFC    | Super League          | 24     | 163    | 2      | 76    | 3     |
| 2017   | Dragons Catalans  | Super League          | 29     | 210    | 3      | 97    | 4     |
| 2017   | Dragons Catalans  | Challenge Cup         | 1      | 0      | 0      | 0     | 0     |